# Mallory Velte
Mallory Maxine Velte (4 de marzo de 1995) es una deportista estadounidense que compite en lucha libre. Ganó una medalla de bronce en el Campeonato Mundial de Lucha de 2022, en la categoría de 65 kg.

## Palmarés internacional
| Campeonato Mundial | Campeonato Mundial | Campeonato Mundial | Campeonato Mundial |
| Año                | Lugar              | Medalla            | Categoría          |
| ------------------ | ------------------ | ------------------ | ------------------ |
| 2022               | Belgrado (Serbia)  | Medalla de bronce  | 65 kg              |